# Auguste Dupont
Auguste Dupont (Ensival, 9 febbraio 1827 – Bruxelles, 17 dicembre 1890) è stato un compositore e pianista belga.

## Biografia
Studiò con Jules Jalheau presso il Conservatorio Reale di Liegi. Nel 1850 fu professore presso il Conservatorio Reale di Bruxelles.

## Opere
- Pluie de mai, Étude de trilles pour piano (op. 2) [1]
- Le Staccato Perpétuel (op. 31) [2]
- Grande galop fantastique [2]
- Contes du foyer (op. 12)
- Suite en quintette [3]
- Intermezzo - barcarolle [4]
- Tocatelle pour piano (op. 26) [5]
- Chanson hongroise (op. 27) [6]
- Berceuse en la mineur pour piano (op. 35)
- Trois Danses dans le style ancien (op. 37) [7]
- Fantasie et Fugue (op. 41) [8]
- Roman en dix pages (op. 48)
- Piano Concerto in F minor (op. 49) [6]
- La Pensée[9]
- Morceaux Caractéristiques[9]
- Feuille d'album: duettino pour piano et harpe ou 2 pianos (op. 58)[10]
- Valse expressive pour piano (op. 60)
- Poème d'amour, Sept chants lyriques (op. 54)
- Reminiscences Pastorales
- Rêveries sur l'eau
- Trio en sol mineur (op. 33)
- Grand quatuor
- Sonate
- Marche druïdique
- Une Chanson de jeune fille (op.18)
- Chanson du feu
- Danse des ombres
- Danse des Almées